# روجر بيرد
روجر بيرد (بالإنجليزية: Roger Baird)‏ هو لاعب اتحاد الرغبي بريطاني، ولد في 12 أبريل 1960.

## وصلات خارجية
- روجر بيرد عل موقع إسبنسكروم (الإنجليزية)